# Burg Hohenhundersingen
Die Burg Hohenhundersingen ist die Ruine einer Felsenburg auf einem Felsen über dem Lautertal beim Stadtteil Hundersingen der Gemeinde Münsingen im Landkreis Reutlingen in Baden-Württemberg.

## Lage
Die Burgruine liegt an einem steilen Hang auf einem 675 m ü. NN hohen Felssporn. Sie ist auf ausgeschilderten Wanderwegen von Hundersingen im Lautertal (Große Lauter) aus erreichbar und ist frei zugänglich.

## Geschichte
Die Felsenburg wurde um 1100 von der Familie von Hundersingen erbaut, 1237 erstmals erwähnt und 1530 zerstört. Weitere Besitzer waren seit 1352 Württemberg und die Herren von Bichishausen.
Von der ehemaligen Burganlage sind noch der Bergfried mit Buckelquadermauerwerk und Reste einer Vorburg mit Umfassungsmauern zu sehen. Gegen den Berg ist die Anlage durch einen Halsgraben gesichert.

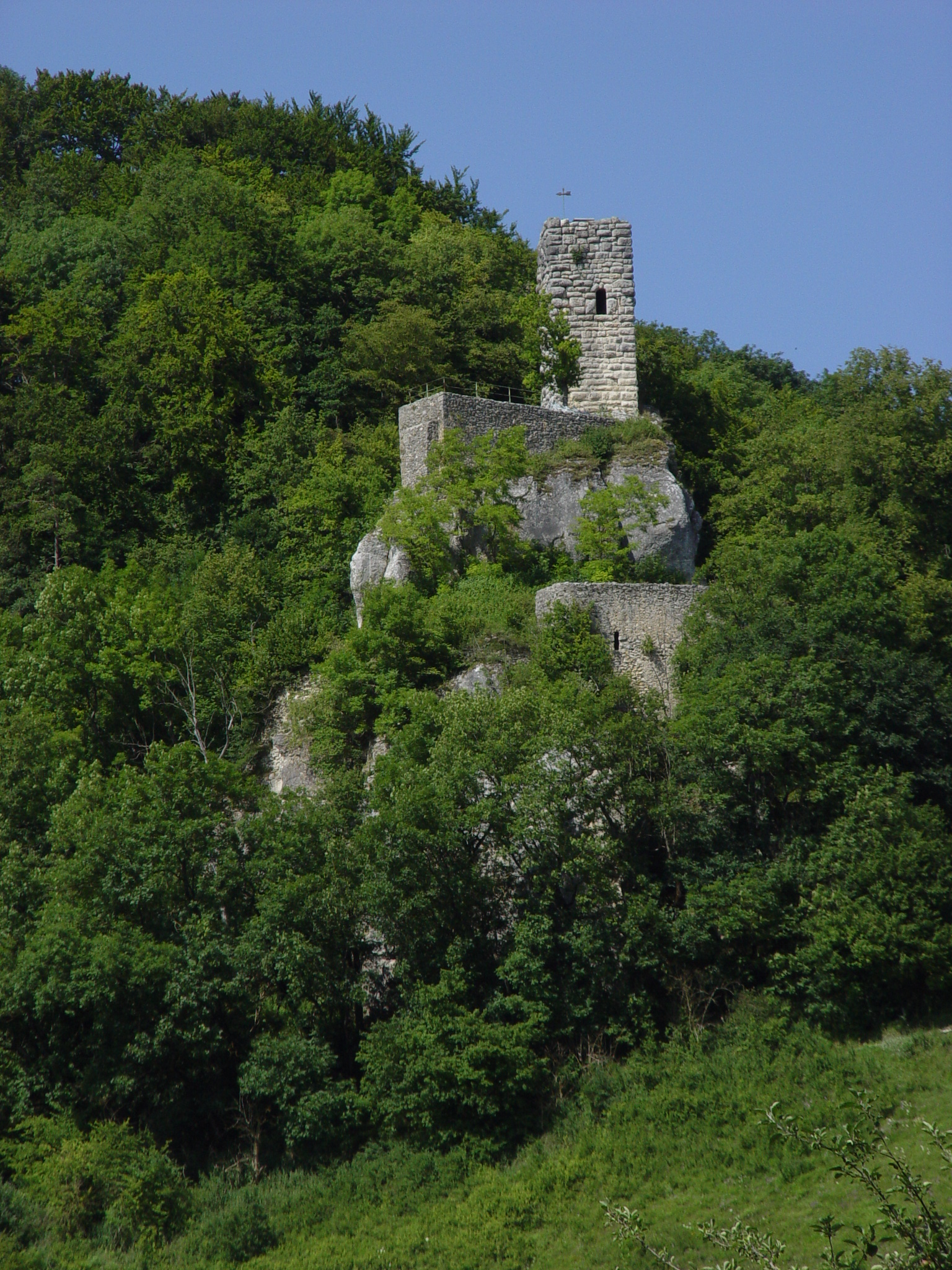
Burg Hohenhundersingen vom Tal, 2007